# Bolszaja Dora
Bolszaja Dora (ros. Большая Дора) – wieś w Rosji, w rejonie czerepowieckim obwodu wołogodzkiego. W 2002 liczyła 55 mieszkańców, z kolei w 2010 populacja miejscowości wynosiła 41 osób.